# Píča

Symbol „píči“

Píča (v moravských a v některých slezských nářečích piča, v některých slezských nářečích psáno i vyslovováno pyča) je vulgární slovní označení pro ženský vnější pohlavní orgán – vulvu, nebo přeneseně pro ženu samotnou. Jako hrubá nadávka se dá použít i pro muže (a to jak v oslovení, tak při referenci); pro maskulinní objekty existuje i přechýlená varianta – nadávka s pseudolatinizující koncovkou -us (píčus/pičus).
Češi a Slováci znázorňují „píču“ schematickou kresbou kosočtverce, svisle postaveného na jeden ze svých ostrých vrcholů, se svislou čárou uprostřed. Stejný nebo podobný symbol se ve světě používá i v několika dalších významech.

## Slovo „píča“

### Etymologie
Píča souvisí s jinými českými slovy pipina, pindík (penis), slovenským piča, polským piczka (a krajovým ostravským pitka), srbochorvatským pička, bulharským pička, ruským pičuga a maďarským picsa (vše analogického významu jako v češtině), dále slovinským picek, lotyšským pincis, španělským picha a anglickým pizzle, vše s významem penis (v angličtině zvířecí p.).
O vzniku názvu existuje několik neprokázaných hypotéz. Jedna staví na společném pi-, což označuje močení (německy pinkeln, pissen, anglicky pee, piss, španělsky pingar, rusky písať – čurat) a pohlavní orgány (ekvivalentem píči je v němčině ovšem „die Fotze“).
Další teorie míří až do starověkého Řecka a trojúhelníkové ochlupení spojuje s tvarem hrotu píky čili kopí (řecky kopis – obecně bodný nástroj, souvisí s pikros – bodavý).
Rozšířený výklad, zároveň ovšem často odsuzovaný jako lidová etymologie, odvozuje slovo od francouzského spojení petit chat (vyslovováno „ptý-ša“) – „malá kočka, kočička“, které se mělo dostat na Moravu během napoleonských válek. Takto říkali francouzští vojáci tehdejším prostitutkám, či přímo ochlupené vulvě (srov. anglické pussy i české číča).
Možno zmínit též jeden z výkladů starobylého názvu kopce Pičhora a nedalekého města Pečky na Kolínsku, který je spojuje staročeským slovesem „pičit se“ (= vyčnívat, ukazovat se); spíše však pocházejí ze slova pečka, dialektického označení pro sušené hrušky či jablka.

### Použití
Fanoušci fotbalového týmu FC Baník Ostrava často používají pokřik „Banik pyčo, Banik pyčo, FCB!“ Popularitu pokřiku mezi fanoušky dokládá skutečnost, že jeden z fanouškovských webů, který nyní již neexistuje, měl kolem roku 2004 adresu www.banikpyco.cz.
- Hudební kapela Píča[13]
- slovní vazby a odvozeniny, zpravidla vulgární
  - „Je to na piču“ – k ničemu to není, nestojí to za nic, obdoba „je to na hovno“;
  - „píčou ke zdi“ – je to špatné, nevypadá to dobře (obv. v odpovědi na dotaz typu Jak se máš? či na otázku týkající se vývoje situace);
  - „píčovina“ – hloupost, zbytečnost, kravina;
  - „pičifuk“ – vůně v rozprašovači, obvykle nevábně vonící;
  - „pičo“, příp. „ty pičo“ – oslovení zejm. mezi mladšími lidmi, vyjadřující překvapení, uznání, používané též jako tzv. slovní vata, obdobné běžnějšímu výrazu „vole“, příp. „ty vole“.
- František Ringo Čech nazval jeden ze svých obrazů Zvířátka obdivují píču.[14]
- Miki Volek napsal ke konci svého života porno rock’n’roll, jehož refrén radí „Neptej se rodičů, pomysli na píču…“.[15][16]

## Symbol

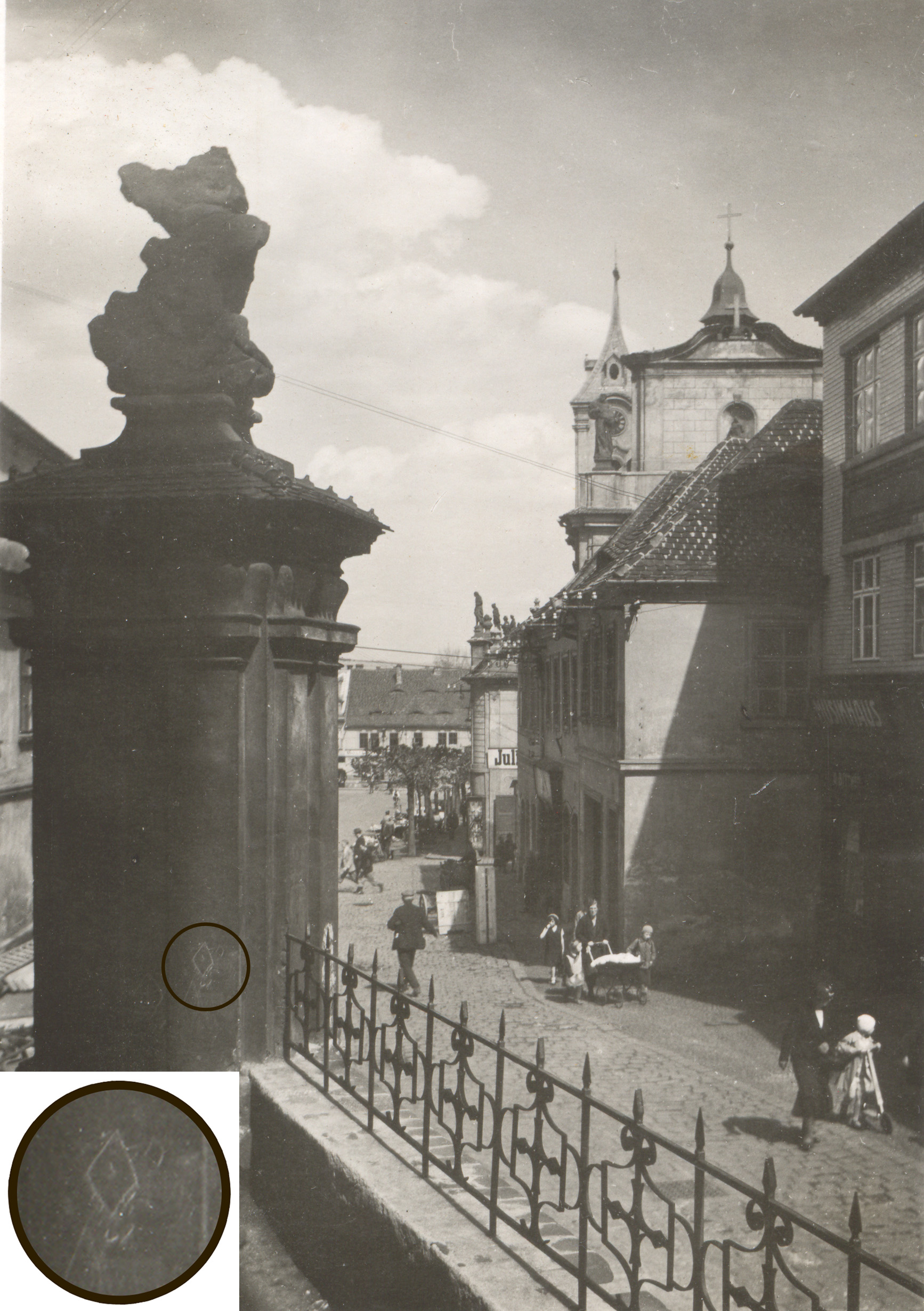
Symbol vyrytý v Mostě ve 20. letech 20. století

### Podoba a význam
Češi a Slováci znázorňují „píču“ schematickou kresbou kosočtverce, svisle postaveného na jeden ze svých ostrých vrcholů, se svislou čárou uprostřed. Někdy je symbol doplněn paprsčitě uspořádanými čárkami okolo kosočtverce, které symbolizují pubické ochlupení. Symbol se často nazývá i jinými názvy pro vulvu.
Komplementární symbol pro penis existuje.[zdroj?]
Symbol nemá reprezentaci v Unicode, v textu se reprezentuje jako emotikon např. znaky <|>, <I> nebo <->.[zdroj?]
Symbolu a jeho systematickému fotografování se věnuje sociolog Rudolf Šmíd, fotografiemi také ilustroval knihu Závišových básní Pičoviny.

### Použití v kultuře
- Při rekonstrukci hradu Pernštejn byly odhaleny symboly vulvy, které spadají do 16. století.[20]

- Symbol se objevil i v divadelní hře Milana Kundery Ptákovina. V ní se symbol objevuje na začátku namalovaný na tabuli ve škole a děj hry se pak opírá o vyšetřování, kdo je jeho autorem.[21]
- V cimrmanovské hře Akt vystupuje sexuolog Josef Turnovský, který je během hry nachytán, jak si z dlouhé chvíle kreslí do bloku kosočtverce.[22]
- Symbol se objevil v několika českých filmech, například v Kulovém blesku,[23] Ještě větší blbec, než jsme doufali,[zdroj?] Bony a klid či Bylo nás pět, také ve filmu Tomáše Vorla Gympl,[zdroj?] nebo na plakátu filmu Don Gio.[24]
- Píseň Vladimíra Merty Inkoustovou tužkou v památníku obsahuje slova „Koupili jsme vínko, srolovali koberce, kreslili si do čítanek kosočtverce.“[25][26]
- T. R. Field napsal básnickou sbírku Kosočtverce na ohradách.[27]
- Nedokončený obrázek tohoto symbolu je podstatou svého času populárního kresleného vtipu vyšlého v časopisu Sorry a parodie Modří už vědí.[28]
- František Ringo Čech nazval jeden ze svých obrazů Zvířátka obdivují píču.[14][29] Mezi českou internetovou veřejností se rozšířil hoax hlásající, že Národní galerie v Praze zakoupila tento obraz. Tato informace není pravdivá.[30]
- Upravený symbol používá jako své logo hudební skupina Tři sestry.